# 巴约讷站
巴约讷站是法国的一个铁路车站，位于法国西南部城市巴约讷。

## 位置
巴约讷站位于巴约讷市区的北部，阿杜尔河右岸。车站大致呈西南-东北走向，开口朝东南。

## 停靠线路
以下列车线路在巴约讷站停靠：
| 巴约讷站列车线路表    |                                   |                |                       |              |
| 线路                  | 车种                              | 上一站         | 下一站                | 大致运行频率 |
| 巴黎—昂代伊/伊浑      | TGV/iDTGV                         | 达克斯         | 比亚里茨              | 每天4趟左右  |
| 图卢兹—巴约讷         | INTERCITÉS （页面存档备份，存于） | 奥尔特茨       | （终点）              | 每天2趟      |
| 图卢兹—昂代伊         | INTERCITÉS （页面存档备份，存于） | 奥尔特茨       | 比亚里茨              | 每天1趟      |
| 波尔多—昂代伊/伊浑    | 法国大区列车                      | 圣万森德提戈斯 | 比亚里茨              | 每天5趟左右  |
| 达克斯—巴约讷/昂代伊  | 法国大区列车                      | 布科           | （终点）/比亚里茨     | 每天4趟左右  |
| 塔布—巴约讷           | 法国大区列车                      | 于尔特         | （终点）              | 每天1趟      |
| 波城—巴约讷           | 法国大区列车                      | 于尔特         | （终点）              | 每天3趟左右  |
| 巴约讷—圣让皮耶德波尔 | 法国大区列车                      | （起点）       | 维勒弗朗克/于斯塔里茨 | 每天3~5趟    |
| 1.                    |                                   |                |                       |              |

## 配套交通

### 长途客运汽车
巴约讷站对应的大巴车上下车地点位于车站对面。
| 停靠巴约讷的大巴车 |                                        |                                                                                    |
| 上下车地点         | 运营单位                               | 主要目的地                                                                         |
| 巴约讷站门口       | Eurolines                              | 巴黎、雷恩、南特、拉罗谢尔、波尔多、布尔戈斯、毕尔巴鄂（可联程中转前往西班牙各地） |
| 巴约讷站门口       | Isilines                               | 巴黎、奥尔良、图尔、圣特、尼奥尔、波尔多、波城、塔布、图卢兹                       |
| 巴约讷站门口       | 比利牛斯-大西洋省城际客运 Transport 64 | 塔尔代-索尔吕、莫莱昂-里沙尔、埃斯佩莱特、拉巴斯蒂德克莱朗斯、阿尔康盖、康博莱班   |
| 巴约讷站门口       | SNCF                                   | （当某条铁路线施工或罢工时，SNCF可能会提供途径该线路沿途站点的大巴车）             |
| 巴斯克广场         | Flixbus                                | 巴黎、图尔、普瓦捷、波尔多、蒙彼利埃、图卢兹、塔布、波城                           |
| 巴斯克广场         | 朗德省城际客运 XL'R                    | 达克斯、苏斯通、比阿尔罗特                                                         |
| 1. 2. 3. 4.        |                                        |                                                                                    |

### 市内交通
巴约讷站对应的公交车站名称为“Bayonne Gare”，停靠该站的公交线路为A1线、A2线、B线、4路、5路、7路、8路、11路和14路。

## 临近车站
| 巴约讷站（Gare de Bayonne）    |                            |              |
| 上行车站                       | 线路                       | 下行车站     |
| 布科站                         | 波尔多－伊伦铁路           | 比亚里茨站   |
| 于尔特站                       | 图卢兹－巴约讷铁路         | （终点）     |
| （起点）                       | 巴约讷－圣让皮耶德波尔铁路 | 维勒弗朗克站 |
| - 本表仅显示运营中的线路及车站 |                            |              |